# Tipula (Beringotipula) latipennis
Tipula (Beringotipula) latipennis is een tweevleugelige uit de familie langpootmuggen (Tipulidae). De soort komt voor in het Nearctisch gebied.